# Klemm Kl 35
Klemm Kl 35 a fost un avion de antrenament și sport biloc, succesor al avionului Klemm Kl 25. Produs al Klemm Leichtflugzeugbau GmbH, era echipat cu același motor și avea aripa plasată jos, în consolă. Principala diferență era aripa de tip pescăruș inversat.

## Tipuri
Cel mai cunoscut tip de Klemm avionul de acrobație aeriană a fost prezentat publicului probabil în octombrie 1935 la mitingul aviatic internațional de la Milano. Echipat inițial cu motorul în linie Hirth HM60R de 80 CP (60 kW), avea tren de aterizare fix, era realizat din lemn împânzit, și se putea opta pentru carlingă închisă sau deschisă. Echipat cu motorul Hirth RM60R, a devent varianta Kl 35B (cu flotoare Kl 35BW).
Varianta îmbunătățită Kl 35D, destinată pentru antrenamentul Luftwaffe, a fost echipată cu motorul Hirth HM 504A-2 de 105 CP (78 kW) a apărut în 1938. Acestă variantă a fost cea mai numeroasă, fabricându-se peste 3000 de exemplare.

## Variante
Kl 35aPrimul prototip, echipat cu motorul Hirth HM60R.
Kl-35bAl doilea prototip.
Kl 35BSeria inițială, echipată cu motorul Hirth RM60R.
Kl 35BWVersiunea cu flotoare.
Kl 35DVersiunea îmbunătățită.
Kl 106Versiunea echipată cu motorul Hirth HM 500, destinată producerii sub licență în SUA.
Sk 15Notația pentru Kl 35D în Suedia.

## Caracteristici tehnice (Klemm Kl 35D)
- Echipaj: 2
- Lungime: 7,50 m
- Anvergură: 10,40 m
- Înălțime: 2,05 m
- Suprafață portantă: 15,20 m²
- Greutate gol: 460 kg
- Greutate maximă la decolare: 750 kg
- Viteză maximă: 212 km/h
- Viteză de croazieră: 190 km/h
- Autonomie: 665 km
- Plafon: 4350 m

## Istoric și utilizare
Au cumpărat exemplare forțele armate ale României, Slovaciei și Ungariei. Forțele armate ale Suediei au cumpărat câteva exemplare pentru antrenament numite Sk 15, din care cel puțin 5 erau hidroavioane, iar din 1941 au produs sub licență încă vreo 74, unele rămânând în serviciu până în 1951. Forțele armate ale Lituaniei au cumpărat trei bucăți.
Un avion Klemm Kl 35, având indicativul „TIM” inscripționat pe fuselaj, a fost cumpărat (din bani personali) de regele Mihai, pentru antrenament, la începutul carierei sale de pilot. Avionul apare în acte începând cu data de 23 septembrie 1943, iar inițialele indicativului se refereau la Traian (Udriski), Ionnițiu (Mircea) și Mihai.. Acest avion a purtat numărul de înmatriculare oficial YR-MIH. După abdicarea sa forțată, în urma loviturii de stat de la 30 decembrie 1947, Regelui nu i s-a permis să ia cu sine în exil nici unul dintre cele patru avioane mici care-i aparțineau (un Klemm KL-35, cele două Polikarpov Po-2 (U-2) primite cadou de la Stalin, un Beechcraft C18S), dar unul dintre ele (Beechcraft C18S) a fost returnat Regelui de către comandorul Udriski, după plecarea acestuia din țară, petrecută în ianuarie 1948, la manșa respectivului avion.